# Saint-Fulgent-des-Ormes
Saint-Fulgent-des-Ormes – miejscowość i gmina we Francji, w regionie Normandia, w departamencie Orne. Nazwa miejscowości pochodzi od imienia św. Fulgencjusza (Fulgentego).
Według danych na rok 1990 gminę zamieszkiwało 176 osób, a gęstość zaludnienia wynosiła 21 osób/km² (wśród 1815 gmin Dolnej Normandii Saint-Fulgent-des-Ormes plasuje się na 710. miejscu pod względem liczby ludności, natomiast pod względem powierzchni na miejscu 623.).